# Villargondran
Villargondran ist eine französische Gemeinde mit 804 Einwohnern (Stand 1. Januar 2022) im Département Savoie in der Region Auvergne-Rhône-Alpes.

## Geografie
Villargondran liegt südöstlich des Hauptortes Saint-Jean-de-Maurienne am Ufer des Flusses Arc.

## Bevölkerungsentwicklung
| Jahr                       | 1962 | 1968 | 1975 | 1982 | 1990 | 1999 | 2006 | 2021 |
| Einwohner                  | 558  | 669  | 711  | 824  | 824  | 944  | 969  | 819  |
| Quellen: Cassini und INSEE |      |      |      |      |      |      |      |      |

## Sehenswürdigkeiten
- See